# Durlasy (gmina)
Durlasy (do 1931 Nasiadki; od 1973 Lelis) – dawna gmina wiejska istniejąca do 1954 roku w woj. białostockim/woj. warszawskim (dzisiejsze woj. mazowieckie). Nazwa gminy pochodzi od wsi Durlasy, lecz siedzibą władz gminy były: przed wojną – Nasiadki, a po wojnie Lelis.
Gmina Durlasy powstała 11 grudnia 1931 roku w powiecie ostrołęckim w woj. białostockim, w związku z przemianowaniem gminy Nasiadki na Durlasy . 1 kwietnia 1939 roku gminę Durlasy wraz z całym powiatem ostrołęckim przyłączono do woj. warszawskiego.
Po wojnie gmina zachowała przynależność administracyjną. Według stanu z 1 lipca 1952 roku gmina była podzielona na 19 gromad: Dąbrówka, Długikąt, Durlasy Gibałka, Gnaty, Kurpiewskie, Lelis, Łęg Przedmiejski, Łęg Starościński, Łodziska, Nasiadki, Obierwia, Olszewka, Płoszyce, Siemnocha, Szafarczyska, Szafarnia, Szkwa, Szwendrowymost. Gmina została zniesiona 29 września 1954 roku wraz z reformą wprowadzającą gromady w miejsce gmin. Jednostki nie przywrócono 1 stycznia 1973 roku po reaktywowaniu gmin, utworzono natomiast jej terytorialny odpowiednik, gminę Lelis.